# 岡山県道395号和気熊山線
岡山県道395号和気熊山線（おかやまけんどう395ごう わけくまやません）は、岡山県和気郡和気町から赤磐市に至る一般県道である。

## 概要
和気郡和気町福富と赤磐市千躰（せんだ）を結ぶ。

### 路線データ
- 起点：和気郡和気町福富（岡山県道181号和気停車場線交点）
- 終点：赤磐市千躰（岡山県道79号佐伯長船線交点）
- 総延長：4.99 km
- 実延長：4.88 km

## 歴史
- 1993年（平成5年）5月11日 - 建設省から、県道長船和気線の一部を佐伯長船線として主要地方道に指定される[1]。
- 1994年（平成6年）4月1日 - 岡山県告示第250号により認定される。

前身は岡山県道395号長船和気線。1993年（平成5年）の主要地方道再編により瀬戸内市長船町長船 - 赤磐市千躰間が岡山県道79号佐伯長船線に昇格したため、同路線に昇格しなかった部分をもって本路線が成立した。
- 2005年（平成17年）3月7日 - 赤磐郡熊山町が赤磐市に移行したことにより終点の地名表記が変更される（赤磐郡熊山町千躰→赤磐市千躰）。

## 路線状況
瀬戸内市長船町長船の岡山県道79号佐伯長船線の入口（国道2号交点）にその先の幅員狭小を予告する標識（最大幅）が立てられているが、その規制は実は本路線内のものである。実際、本路線上には吉井川とJR山陽本線に挟まれた幅員2 m程度の隘路があり、交通量もそこそこあるため離合に難渋させられる。大型車は当然のこと、必要がない限りは対岸にある岡山県道・兵庫県道96号岡山赤穂線に迂回すべきである。

## 地理

### 通過する自治体
- 和気郡和気町
- 赤磐市

### 交差する道路
| 交差する道路                    | 市町村名 | 市町村名 | 交差する場所   | 交差する場所 |
| ------------------------------- | -------- | -------- | -------------- | ------------ |
| 岡山県道181号和気停車場線       | 和気郡   | 和気町   | 福富           | 起点         |
| 岡山県道703号備前柵原自転車道線 | 和気郡   | 和気町   | 福富           | [ 注釈 1 ]   |
| 国道374号                       | 和気郡   | 和気町   | 福富           | [ 注釈 2 ]   |
| 岡山県道180号熊山停車場線       | 赤磐市   | 赤磐市   | 千躰（せんだ） | 千躰交差点   |
| 岡山県道79号佐伯長船線          | 赤磐市   | 赤磐市   | 千躰           | 終点         |

### 沿線
- JR西日本山陽本線
  - 和気駅
  - 熊山駅
- 同和鉱業片上鉄道線廃線跡 - 現在は岡山県道703号備前柵原自転車道線というサイクリングロードに転用されている。
- 吉井川